# Hacuse (1899)
Hacuse (japonsky: 初瀬) byl predreadnought japonského císařského námořnictva třídy Šikišima postavený koncem 90. let 19. století. Protože Japonsko nemělo průmyslové kapacity na stavbu velkých válečných plavidel, byla loď navržena a zkonstruována ve Spojeném království. Účastnila se raných fází rusko-japonské války jako vlajková loď 1. divize. Byla potopena 15. května 1904 v ruském minovém poli u Port Arthuru poté, co narazila na dvě miny.

## Popis
Třída Šikišima byla vylepšenou verzí bitevních lodí třídy Majestic. Japonsko postrádalo technologie ke stavbě vlastní bitevní lodě a proto musela být Hacuse postavena v zahraničí. Loď byla dlouhá 133,7 m, široká 23,3 m a ponor činil až 8,4 m. Normální výtlak byl 14 542 t a posádku v době, kdy plavidlo bylo vlajkovou lodí, tvořilo 849 osob. Loď byla poháněna dvěma parními stroji Humphrys Tennant and Co. s trojnásobnou expanzí, z nichž každý poháněl jeden lodní šroub pomocí páry dodávané 25 kotli typu Belleville. Parní stroje byly dimenzovány na 14 500 hp (10 800 kW) a byly navrženy tak, aby dosáhly maximální rychlosti 18 uzlů (33 km/h); Hacuse však při námořních zkouškách dosahovala až 19,1 uzlů (35,4 km/h). Nesla dostatek uhlí, aby bez doplnění urazila 5 000 námořních mil (9 300 km) při rychlosti 10 uzlů (19 km/h).
Hlavní baterie lodi se skládala ze čtyř 305mm děl namontovaných ve dvou věžích, jedné na přídi a druhé na zádi nástavby. Sekundární výzbroj tvořilo čtrnáct rychlopalných 152mm kanónů, umístěných v kasematech na bocích trupu a v nástavbě. Sada menších kanónů byla nesena pro obranu proti torpédovým člunům. Jednalo se o dvacet 76mm kanónů, osm 47milimetrových 3liberních a čtyři 2,5liberní kanóny Hotchkiss stejné ráže. Loď byla také vyzbrojena čtyřmi 450mm torpédomety, dvěma na každém boku. Pancéřování lodí třídy Šikišima sestávalo z harveyované oceli o tloušťce 102–229 mm. Pancíř věží měl maximální tloušťku 254 mm a paluby 64 až 102 mm.

## Stavba a služba
Jméno lodi odkazuje na starý místní název v prefektuře Nara, kde se nachází chrám Hasedera, a na řeku Hacuse. Byla objednána jako součást 10letého námořního programu placeného z odškodnění ve výši 30 000 000 liber, které Čína zaplatila po prohrané čínsko-japonské válce v letech 1894–1895. Stavba započala v loděnicích Armstrong Whitworth v Elswicku v Newcastle upon Tyne 10. ledna 1898. Na vodu byla loď spuštěna 27. června 1899 a dokončena 18. ledna 1901. Před plavbou do Japonska reprezentovala císaře Meidži na pohřbu královny Viktorie. Byla největší lodí na této ceremonii, jednou z nejlepších lodí na světě a král Edward poblahopřál jejímu veliteli. Stavba lodi stála přes 1 250 000 liber. Do Singapuru dorazila 28. března, kde doplnila zásoby uhlí, a poté 3. dubna odplula do Jokosuky.
Na začátku rusko-japonské války byla Hacuse přidělena k 1. divizi 1. flotily a stala se vlajkovou lodí kontradmirála Tokiokiho Našiby. Účastnila se bitvy u Port Arthuru 9. února 1904, ve které viceadmirál Heihačiró Tógó vedl 1. flotilu k útoku na ruské lodě Tichooceánského loďstva kotvící těsně u Port Arthuru. Tógó očekával úspěch svého překvapivého nočního útoku, ale Rusové byli připraveni. Japonské lodě byly spatřeny křižníkem Bojarin, který hlídkoval u pobřeží a informoval ruské obránce. Tógó se rozhodl zaútočit na ruskou pobřežní obranu hlavními kanóny a na ruské lodě pálit sekundárními děly. Rozdělit palbu se nakonec ukázalo jako špatný nápad, protože japonské 203mm a 152mm kanóny způsobily jen malé poškození ruským lodím, které naopak soustředily veškerou palbu na japonská plavidla. Přestože bylo zasaženo velké množství lodí na obou stranách, ruské ztráty činily pouze 17 osob, zatímco Japonci ztratili 60 zabitých a zraněných. Hacuse byla během bitvy dvakrát zasažena, přičemž ztratila sedm zabitých a sedmnáct zraněných členů posádky.
Hacuse se účastnila akce z 13. dubna, kdy Tógó úspěšně vylákal část Tichooceánského loďstva včetně vlajkové lodi viceadmirála Stěpana Makarova Petropavlovsk. Když Makarov zpozoroval pět bitevních lodí 1. divize, obrátil se zpět k Port Arthuru a Petropavlovsk vplul do minového pole, které Japonci položili předchozí noci. Ruská bitevní loď se potopila za méně než dvě minuty poté, co explodovalo jedno z jejích skladišť, přičemž Makarov byl jedním z 677 zabitých. Povzbuzen úspěchem, Tógó obnovil dalekonosné bombardování ruských pozemních pozic, což přimělo Rusy položit další minová pole.
Dne 14. května Našiba vyplul s bitevními loděmi Hacuse, Šikišima a Jašima, chráněným křižníkem Kasagi a kurýrním plavidlem Tacuta, aby pomohl japonským silám při blokádě přístavu Port Arthur. Následujícího rána se lodě dostaly do minového pole, které položila ruská minonoska Amur. Hacuse narazila na jednu minu, která znemožnila její řízení v 10:50, a Jašima narazila do další, když se snažila pomoci Hacuse. Ve 12:33 Hacuse narazila na druhou minu, která odpálila jedno z jejích skladišť, zabila 496 členů posádky a loď se potopila.